# North Stoke (West Sussex)
North Stoke – wieś w Anglii, w hrabstwie West Sussex, w dystrykcie Horsham. Leży 18 km na wschód od miasta Chichester i 75 km na południowy zachód od Londynu.